# 1-ва армия (Вермахт)
Вижте пояснителната страница за други значения на 1-ва армия (Германска империя).
1-ва армия (на немски: 1. Armee) е една от армиите на сухопътните войски на Вермахта сформирана по време на Втората световна война.

## История

### Втора световна война
На 26 август 1939 г. армията е напълно възстановена и връчена под командването на генерал Ервин фон Вицлебен. Нейни главни задачи са отбраната на западната защита на Германия, срещу възможни съюзническите атаки по линия „Мажино“ или Атлантическия океан – Френското крайбрежие от евентуално нахлуване по море.
По-късно по време на Нормандската инвазия армията е реорганизирана в региона Лотарингия, след прибързано отстъпление на по-голямата част от немските войски. Там тя води битки главно по немската граница, опитвайки се да държи 3-та американска армия далеч от р. Мозел и Мец, но същевременно и в северната планина Фозгез срещу атаките на 7-а американска армия. През ноември обаче двете отбранителни линии са разбити, а армията е принудена да се оттегли в заемане на отбранителни позиции при защитата на немската провинция Саарланд – една от важните промишлени райони на Третия райх.
В продължение докато американсакта 3-та армия се занимава на север, 1-ва армия атакува американската 7-а армия в първия ден от новата 1945 година, в хода на Операция „Северен вятър“ причинила големи щети за съюзниците и значителен брой жертви в края и. След неуспеха от операцията „Северен вятър“, дължащ се на пробива на съюзниците през германските укрепления армията е изтласкана до река Рейн.

## Командна част

### Командири
- Фелдмаршал Ервин фон Вицлебен (26 август 1939 – 23 октомври 1940)
- Генерал-полковник Йоханес Бласковиц (24 октомври 1940 – 2 май 1944)
- Генерал от танковите войски Йоахим Лемелсен (3 май 1944 – 3 юни 1944)
- Генерал от пехотата Курт фон Хевалери (4 юни 1944 – 5 септември 1944)
- Генерал от танковите войски Ото фон Кнобелсдорф (6 септември 1944 – 29 ноември 1944)
- Генерал от пехотата Ханс фон Обстфелдер (30 ноември 1944 – 27 февруари 1945)
- Генерал от пехотата Херман Фоерч (28 февруари 1945 – 4 май 1945)
- Генерал от кавалерията Рудолф Кох-Ерпах (6 май 1945 – 8 май 1945)

## Състав
- Септември 1939 г.: 9-и и 12-и армейски корпус
- Май 1940 г.: 12-и, 24-ти, 30-и и 37-и армейски корпус
- Април 1941 г.: 27-и и 45-и армейски корпус
- Януари 1942 г.: 8-и и 45-и армейски корпус, 23-та танкова дивизия
- Юни 1942 г.: 80-и армейски корпус
- Юли 1943 г.: 80-и и 86-и армейски корпус, 14-а танкова дивизия и 10-а СС танкова дивизия
- Юни 1944 г.: 80-и и 86-и армейски корпус, 14-а танкова дивизия
- Ноември 1944 г: 13-и и 87-и армейски корпус
- Април 1945 г.: 13-и армейски корпус